# Маденієт (Сариагаський район)
Маденіє́т (каз. Мәдениет) — село у складі Сариагаського району Туркестанської області Казахстану. Входить до складу Тегісшильського сільського округу.
У радянські часи село називалось Маданіят.
Населення — 1272 особи (2021; 988 у 2009, 983 у 1999, 369 у 1989).